# Ruth Ann Minner

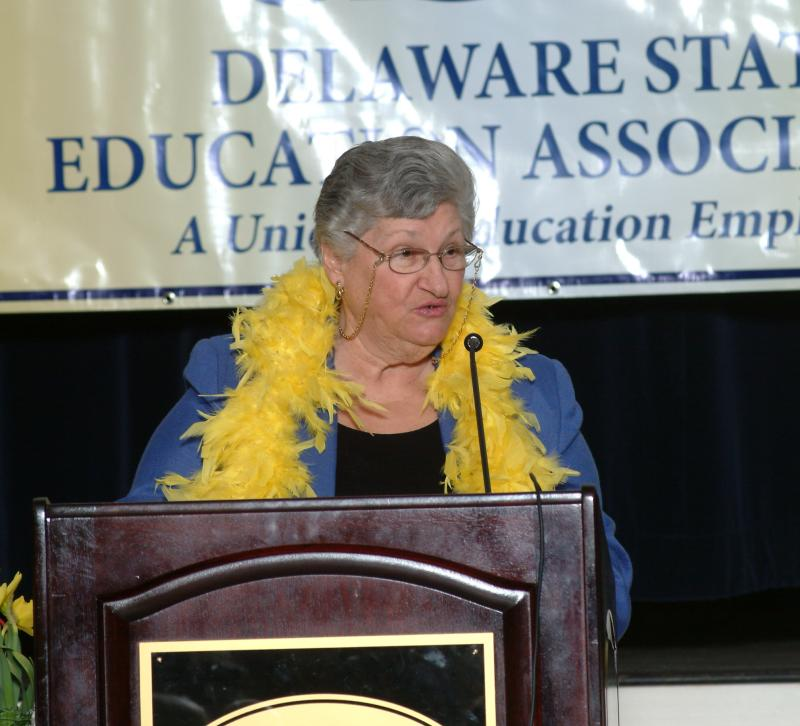
Ruth Ann Minner (2008)

Ruth Ann Minner (* 17. Januar 1935 in Milford, Delaware; † 4. November 2021) war eine US-amerikanische Politikerin der Demokratischen Partei, die von 2001 bis 2009 als Gouverneurin des Bundesstaates Delaware amtierte.

## Werdegang
Sie verließ die Highschool mit 16 Jahren, um ihrer Familie zu helfen und Frank Ingram zu heiraten, mit dem sie drei Kinder hatte: Frank Jr., Wayne und Gary. 1967 starb ihr Ehemann plötzlich an einem Herzinfarkt. 1968 besuchte sie das Delaware Technical & Community College, während sie gleichzeitig an zwei Arbeitsstellen arbeitete, um ihre Familie zu unterstützen. Sie heiratete 1969 Roger Minner. Er starb 1991 an Krebs.
1974 wurde sie ins Repräsentantenhaus von Delaware gewählt, nachdem sie zuvor dort als Page gearbeitet hatte. Sie verblieb in der Parlamentskammer bis 1982, als sie in den Senat des Bundesstaates gewählt wurde. Diesem gehörte sie bis 1993 an. 1992 wurde sie mit 61 Prozent der Stimmen zur Vizegouverneurin gewählt. Sie hatte dieses Amt vom 19. Januar 1993 bis zum 3. Januar 2001 inne. 2000 setzte Minner sich mit einem Stimmenanteil von 60 Prozent gegen ihren republikanischen Konkurrenten John M. Burris durch und wurde zur Gouverneurin gewählt. Sie wurde 2004 mit allerdings nur noch 51 Prozent der Stimmen bestätigt; diesmal unterlag ihr der frühere Richter William Swain Lee. Nach acht Jahren schied sie am 20. Januar 2009 aus dem Amt; ihr Nachfolger wurde mit Jack Markell erneut ein Demokrat.